# Jelšane
Jelšane este o localitate din comuna Ilirska Bistrica, Slovenia, cu o populație de 325 de locuitori.